# Spirit-Cave-Mann
Der Spirit-Cave-Mann ist eine der ältesten in Amerika gefundenen Mumien. Ihr Alter beträgt etwa 9400 Jahre, doch zeigt sie Merkmale, die nicht mit denen anderer indianischer Funde aus dieser Zeit übereinstimmen. Archäologen entdeckten die Überreste des Mannes 1940 in der Spirit Cave, eine Grotte im US-Bundesstaat Nevada. Sie wurden lange im Nevada State Museum in Carson City aufbewahrt, bevor sie 2016 nach DNA-Analysen repatriiert und 2018 wieder bestattet wurden.

## Lage
Die nach Westen ausgerichtete Spirit Cave liegt 20 km östlich der Kleinstadt Fallon und befindet sich im Gebiet Grimes Point – Hidden Cave, einer archäologischen Fundstätte mit bis zu achttausend Jahre alten Petroglyphen. Die Grotte ist etwa 7,5 m breit, 4,5 m tief und im Durchschnitt 1,5 m hoch.

## Beschreibung
Das Archäologenteam und Forscherehepaar Sydney und Georgia Wheeler arbeitete 1940 für die Verwaltung der Nevada State Parks, um archäologische Fundstätten im Gebiet des nacheiszeitlichen Lake Lahontan vor einer möglichen Zerstörung durch den Guanoabbau zu finden und zu bewahren.
Am 11. August 1940 fanden sie in der Nordostecke der Grotte Spirit Cave etwa 30 cm unter der Oberfläche eine große, mit Hanf umwickelte gewebte Matte aus Tule, einer Schilfpflanze, in die einige menschliche Knochen eingeschlagen waren. Die Wheelers bargen die Matte und begruben die Knochen wieder; dieser Fund erhielt die Bezeichnung Grab 1. Unter Grab 1 befand sich ein zweiter Korpus, der ebenfalls in eine gewebte Matte gewickelt war. Diese Fundstelle wurde Grab 2 genannt. In der 1,80 m langen, 1,20 m breiten und 1,15 m tiefen Grabgrube lagen auf einer Unterlage aus Fellen die Überreste eines schwarzhaarigen, etwa 1,60 m großen Mannes.
Der etwa 45 bis 55 Jahre alte Mann war wahrscheinlich einer der Ältesten seiner Sippe. Er trug einen Fellmantel und Mokassins aus Leder. Eine gewebte Matte war um seinen Kopf und seine Schultern gewickelt. Eine gleiche Matte um seine untere Körperhälfte war unter seinen Füßen zusammengebunden.
Aufgrund der Trockenheit in der Geisterhöhle war der Spirit-Cave-Mann zum Teil skelettiert und teilweise trockenmumifiziert. Schädel und Schulter waren mit Haut und Haaren überzogen. In den Eingeweiden fanden sich Fischgräten. 58 Textilfaser- und Fellüberreste wurden in der Höhle gefunden. Bei dem Toten lagen zwei kunstvoll aus einem faserigen Sumpfkraut gefertigte Gepäcktaschen, die wahrscheinlich auf einem Webstuhl hergestellt wurden, einem Gerät, das nach bisheriger Lehrmeinung erst Jahrtausende später entwickelt wurde. Die Taschen enthielten Knochenreste und Asche von verbrannten Menschen, deren Alter und Geschlecht bislang nicht bestimmt worden sind.
Der Spirit-Cave-Mann hatte mehrere Schädelfrakturen. Eine Fraktur reichte von der linken Seite der Stirn bis hinter das linke Ohr der Mumie. Im Mittelpunkt zweier weiterer Frakturen befand sich eine runde Delle, die von einem Schlag mit einem stumpfen Gegenstand, einem Knüppel oder einem runden Stein stammen könnte. Die mehr als ein Jahr alten, schweren Schädelfrakturen waren nur teilweise ausgeheilt. Seine rechte Hand wies an zwei Stellen geheilte Frakturen auf. Seine Wirbelsäule war von Geburt an verformt und verursachte wahrscheinlich erhebliche Rückenschmerzen. Er litt unter häufigen Zahnabszessen. Kurz bevor er starb, waren drei seiner Zähne stark infiziert. Die Abszesse entwässerten durch eine offene Wunde in der Wange. Über den Blutkreislauf breitete sich die Infektion auf den gesamten Körper aus. Seine Stammesangehörigen betreuten ihn. Kurz vor seinem Tod fütterten sie ihn mit kleinen Fischen, die zuvor wahrscheinlich gekocht und püriert worden waren.
Der Korpus wurde von den Wheelers wegen seiner hochwertigen Textilien auf ein Alter von höchstens 3000 Jahren datiert und lagerte 54 Jahre unbeachtet in einer Holzkiste im Nevada State Museum.
1994 führte der Anthropologe Royal Ervin Taylor von der University of California, Riverside an 17 Fundstücken aus der Spirit Cave eine radiometrische Datierung durch. Er stellte fest, dass die Mumie etwa 9415 ±25 Jahre alt war. Zu diesem Zeitpunkt war sie älter als jede andere in Nordamerika entdeckte Mumie.
Die Anthropologen Douglas Owsley und Richard Jantz verglichen die Hauptmerkmale des Schädels aus der Spirit Cave mit denen von insgesamt 34 Bevölkerungsgruppen aus der ganzen Welt, darunter auch zehn Indianerstämmen. Nach ihren morphologischen Vergleichen scheint es sich bei dem Spirit-Cave-Mann am ehesten um einen Nachfahren der Ureinwohner Japans, der Ainu, zu handeln. Er ähnelt den Überresten des Kennewick-Mannes der 1996 am Ufer des Columbia Rivers in der Nähe der Stadt Kennewick im Süden des US-Bundesstaats Washington gefunden wurde. Die morphologischen Analysen wurden zum Anlass genommen, eine hypothetische paleoindianische Besiedlung Amerikas zu postulieren, die vor den Indianern stattgefunden und genetisch unterschiedlich gewesen sein soll. Als Anhaltspunkte wurde neben der Spirit-Cave-Mumie und dem Kennewick Man auch Luzia aus dem brasilianischen Lagoa Santa herangezogen.
Diese Spekulationen wurden mit der DNA-Analyse von 2018 hinfällig. Die Spirit-Cave-Mumie lässt sich genau wie alle bisher in Amerika gefundenen, prähistorischen menschlichen Überreste in die etablierten Annahmen über die Besiedlung Amerikas einordnen, sie sind konsistent mit der Einwanderung über Beringia am Ende der Letzten Kaltzeit. Genetisch ist ihre direkte Verwandtschaft mit den heutigen Indianern Amerikas nachgewiesen.